# Овчинников, Иван Алексеевич
Иван Алексеевич Овчинников (1909, Черноголовка, Московская губерния, Российская империя — не ранее 1947) — советский военачальник, командующий 438-м истребительным авиационным полком и 212-м гвардейский истребительным авиационным полком в годы Великой Отечественной войны. Участник Боёв у озера Хасан. Подполковник ВВС.

## Биография
Иван Алексеевич Овчинников родился в 1909 году в Богородском уезде, Московской губернии. Русский. Член ВКП(б) с 1929 года.
Призван в ряды Красной Армии в 1931 году.
С мая по сентябрь 1939 года принимал участие в Боях на Халхин-Голе (Советско-японском пограничном конфликте), где произвёл 80 успешных боевых вылетов и был награждён Указом Президиума Верховного Совета Союза ССР от 1 сентября 1939 года «Орденом Ленина».
В мае 1943 году гвардии майор Овчинников был направлен на фронт командиром в 438-й истребительный авиационный полк.
Но уже через месяц его переводят штурманом в 129-й гвардейский истребительный авиационный полк под руководством Владимира Ивановича Боброва.

из наградного листа:

Товарищ Овчинников учил молодой лётный состав, в масштабе дивизии, технике пилотирования и правильному ведению воздушного боя и за короткое время подготовил хороших воздушных бойцов. За время участия во 2-м Украинском фронте произвёл 15 боевых вылетов, в результате которых лично сбил два самолёта противника: ХЕ-111 и ФВ-189, не имея при этом своих потерь. Кроме того, 9 раз водил группы своих самолётов на выполнение боевых заданий, в воздушных боях группы водимые Овчинниковым сбили 11 самолётов противника, не имея своих потерь.

В конце августа 1944 года вновь принимает командование 438-м истребительным авиационным полком. В составе 205-й истребительной авиационной дивизии полк под командованием Ивана Алексеевича принимал участие в боях на Воронежском, 2-м Степном и 1-м Украинском фронтах. Принимал участие в операциях: Форсирование Днепра, Бои за Кировоград и Кривой Рог, Корсунь-Шевченковская операция, Уманско-Ботошанская операция, Львовско-Сандомирская операция, в боях за города: Ченстохова, Бриг, Оппельн, Лигниц, Бреслау и Берлин.
из наградного листа:

Полк под командованием Гвардии майора Овчинникова в зимне-весенних операциях с 12 января по 2 мая 1945 года произвёл 1600 боевых вылетов, проведено 69 групповых воздушных боёв, в которых принимало со стороны полка 170 самолётов, а со стороны противника 260. В воздушных боях сбито 45 самолётов противника, свои потери 7 лётчиков.
Полк в составе дивизии особенно отличился в боях за Берлин, где лётчики проявляли мужество и умение драться с противником.

За период Великой Отечественной войны Иван Алексеевич Овчинников произвёл 71 боевой вылет, провёл 15 воздушных боёв, лично сбил 3 и в группе 1 самолёт противника.
После окончания войны полк базировался в Австрии и до полного расформирования полка (март 1947 года) Иван Алексеевич оставался его командиром.
Дальнейшая судьба неизвестна.

## Награды и звания
- Орден Ленина (01.09.1939)
- Орден Красного Знамени (23.10.1944)
- Орден Александра Невского (13.05.1945)
- Орден Отечественной войны I степени (21.01.1944)
- Медаль За боевые заслуги (03.11.1944)